# Toosa
Toosa é um gênero de traça pertencente à família Brachodidae.